# Egyenes arányosság
Az egyenes arányosság két együtt változó mennyiség közötti kapcsolatot fejez ki. A matematikában akkor mondjuk, hogy két mennyiség egyenesen arányos, ha hányadosuk állandó. Ekkor, ha az egyik mennyiség megduplázódik, akkor a másik mennyiség is megduplázódik. Általában, ahányszorosára nő az egyik mennyiség, annyiszorosára nő a másik. A köznyelvben az egyenesen arányos kifejezés csak azt jelenti, hogy a két mennyiség együtt nő, és együtt csökken, de arányuk nem feltétlenül állandó.
A két mennyiség közötti kapcsolat kifejezhető lineáris függvénnyel, amit szintén neveznek egyenes arányosságnak. Ha a mennyiségek tetszőleges valós számok lehetnek, akkor ennek a függvénynek egy, az origón átmenő egyenes a grafikonja.
Az egyenes arányosság jele a {\displaystyle a\sim b} vagy a {\displaystyle a\propto b}. Az első jel egyszerűen a tilde; a második jelölés a latin aequalis szóból ered, ami egyenlőséget jelent. Ez a jel az egyenlőségjel elődje volt a középkorban.
A lineáris összefüggés és az affinitás az egyenes arányosság általánosításának tekinthető.

## Példák
- A kör sugara és kerülete; a négyzet oldala és kerülete.
- Az állandó sebességgel megtett út és a közben eltelt idő.
- Álló helyzetből egyenletesen gyorsuló test sebessége és az eltelt idő.
- Egy adott anyag térfogata és súlya.
- A nyitva hagyott csapból kifolyó vízmennyiség és az eltelt idő.
- Egy bizonyos számú állat által megevett takarmány mennyisége és az eltelt napok száma.
- Egyenáram erőssége és teljesítménye rögzített feszültség esetén, és egyenáram feszültsége és teljesítménye rögzített áramerősség esetén.

A tankönyvi példákban egyenesen arányosnak tekintik még:
- Adott egységár esetén a kimért áru mennyiségét és árát, mivel eltekintenek az ár kerekítésétől.
- Az emberek száma és az elvégzett munka mennyisége között, mivel eltekintenek az előkészületektől, és a szervezéstől. Több dolgozó esetén több előkészület, és szervezés kell, amik nem mindig állnak egyenes arányban egymással.